# Presenting Cannonball Adderley
Presenting Cannonball Adderley è il primo album di Julian Cannonball Adderley, pubblicato negli USA nel 1955.

## Descrizione
Nel 2005 il disco fu ristampato su CD con cinque brani bonus aggiunti.

## Tracce
Lato A
1. Spontaneus Combustion – 10:06 (Julian Cannonball Adderley)
2. Still Talkin' to Ya – 8:58 (Julian Cannonball Adderley)

Lato B
1. A Little Taste – 5:06 (Julian Cannonball Adderley)
2. Caribbean Cutie – 7:06 (Julian Cannonball Adderley)
3. Flamingo – 7:06 (Ted Grouya, Julian Cannonball Adderley)

Brani bonus (CD del 2005)
1. With Apologies to Oscar – 5:42 (Julian Cannonball Adderley, Nat Adderley)
2. Late Entry – 3:16 (Julian Cannonball Adderley, Nat Adderley)
3. Bohemia After Dark – 6:03 (Oscar Pettiford)
4. With Apologies to Oscar – 5:42 (Julian Cannonball Adderley, Nat Adderley)
5. A Little Taste – 5:15 (Julian Cannonball Adderley)
6. Bohemia After Dark – 5:45 (Oscar Pettiford)

## Musicisti
- Julian Cannonball Adderley - sassofono alto
- Nat Adderley - cornetta (tranne che nel brano B3)
- Hank Jones - pianoforte
- Paul Chambers - contrabbasso
- Kenny Clarke - batteria

Brani CD bonus
- Julian Cannonball Adderley - sassofono alto
- Nat Adderley - cornetta
- Donald Byrd - tromba (tranne 2 e 5)
- Jerome Richardson - sassofono tenore, flauto (tranne 2 e 5)
- Horace Silver - pianoforte (tranne 2 e 5)
- Hank Jones - pianoforte (brani 2 e 5)
- Paul Chambers - contrabbasso
- Kenny Clarke - batteria